# Anders Schön
Anders Schön, född 17 november 1864 i Rengsjö socken, död 20 juli 1932 i Worcester, Massachusetts, var en svenskamerikansk tidningsman.
Anders Schön var son till folkskolläraren och organisten Jonas Schön. Han genomgick Gävleborgs läns landstings seminarium 1882–1883 och tjänstgjorde därefter som folkskollärare och tidningskorrespondent, tills han 1889 emigrerade till Förenta staterna. Där fick han samma år anställning vid tidningen Hemlandet i Chicago, där han först var biträdande redaktör och 1910–1913 chefredaktör. Efter några kortare anställningar av olika slag var han 1915–1922 redaktör för tidningen Svea i Worcester och 1923–1926 reporter vid den engelskspråkiga tidningen Worcester Telegram. Efter 1926 måste han på grund av sjukdom dra sig tillbaka från arbetet.
Schön medverkade under många år i tidskriften Ungdomsvännen, där han bland annat skrev en värdefull artikelserie om Nya Sverigekolonins historia. 1902–1913 redigerade han kalendern Prärieblomman, där han offentliggjorde en rad biografier över avlidna svenskamerikaner. Det 1908 publicerade stora arbetet History of the Swedes of Illinois var till stor del planlagt och skrivet av Schön, även om det fullbordades av E. Olson, som även översatte texten till engelska. Schön var även flitigt verksam som föreläsare i historiska ämnen. Han var en av stiftarna av Föreningen för svenskhetens bevarande i Amerika (senare Svenska kulturförbundet) och var dess förste sekreterare.